# $hake your money maker
$hake your money maker is het debuutalbum van de Amerikaanse rockband The Black Crowes. De vaste kern van de band bestond uit de broers Chris en Rich Robinson, de enige twee leden die voortdurend deel hebben uitgemaakt van de band. De groep was afkomstig uit Atlanta (Georgia) en was geïnspireerd door bands als The Rolling Stones, Led Zeppelin en The Faces.
Op dit album speelt de band hoofdzakelijke stevige rocknummers, afgewisseld met enkele rustige ballads (zoals She talks to angels). Ook zijn er duidelijke soul-invloeden te horen op dit album (zoals in Seeïng things). Bijna alle nummers van het eerste album zijn geschreven door de gebroeders Robinson. Het rocknummer Hard to handle is geschreven door de songwriters/producers  Allen A. Jones en Alverts Isbell voor soulzanger Otis Redding en na diens overlijden uitgebracht op het album The Immortal Otis Redding (in 1968).

## Tracklist
1. Twice as hard – 4:09
2. Jealous again – 4:35
3. Sister luck – 5:13
4. Could I've been so blind – 3:44
5. Seeing Things – 5:18
6. Hard to handle - (Allen Jones, Alvertis Isbell, Otis Redding) – 3:08
7. Thick n' thin – 2:44
8. She talks to angels – 5:29
9. Struttin'  blues – 4:09
10. Stare it cold – 5:13

Live too fast blues/Mercy, sweet moan is een hidden track (een nummer dat niet op de hoes staat vermeld).
In 1998 is een uitvoering van dit album verschenen (de Sho’ Nuff Box Set versie) met twee bonustracks: Don't wake me en She talks to angels (akoestische uitvoering).

## Muzikanten

### The Black Crowes
- Chris Robinson – zang
- Rich Robinson –  gitaar
- Jeff Cease – gitaar
- Johnny Colt – basgitaar
- Steve Gorman – drums

Jeff Cease heeft alleen op het eerste album meegespeeld. Johnny Colt en Steve Gorman hebben veel langer deel uitgemaakt van de band.

### Overige muzikanten
- Chuck Leavell – piano, orgel
- Brendan O'Brien – speelt volgens de albumhoes "a potpourri of instruments"
- Laura Creamer – achtergrondzang

Chuck Leavell heeft o.a. gespeeld bij The Allman Brothers en The Rolling Stones. Hij was ook de oprichter van de jazzrock groep Sea Level. Brendan O’Brien  is een multi-instrumentalist en producer die o.a. albums heeft geproduceerd van Pearl Jam Stone Temple Pilots en Rage against the machine. Laura Creamer is een zangeres/liedschrijver en arrangeur die o.a. gewerkt heeft met Billy Joel, Bob Seger en Van Morrison.

## Productie
Dit album is opgenomen in de Soundscape Studios in Atlanta, Georgia, de Chapel Studios in Los Angeles, de Paramount Studios in Hollywood en de Grandmaster Recordings in Los Angeles. Het is geproduceerd door George Drakoulias, die ook albums heeft geproduceerd van Tom Petty & the Heartbreakers, the Jayhawks en veel andere artiesten. Uitvoerend producer was Rick Rubin, die ook gewerkt heeft met o.a. Johnny Cash,  Aerosmith, Jay-Z en Kanye West en in 2007 door MTV is gekozen tot de meest invloedrijke producer ter wereld. Geluidstechnici waren Lee Munning en Alan Forbes. Het album is gemasterd in de Artisan Sound door Greg Fulginity en Leon Zenos.
Er zijn vijf singles uitgebracht van dit album:Jealous again, Twice as hard, Hard to handle,  She talks to angels en Seeing things.

## Waardering
De Amerikaanse site AllMusic heeft dit album gewaardeerd met vier sterren (het maximum is vijf sterren).
Het album bereikte een vierde plaats in de albumlijsten van de Verenigde Staten, Canada en Nieuw-Zeeland. De singles Handle with care en She talks to angels behaalden een eerste plaats in de Amerikaanse Mainstream Rock charts. Ook de singles Seeing things (#2), Jealous again (#5) en Twice as hard (#11) behaalden een hoge plek op die lijst.
In Nederland behaalde het album #61. De single Jealous again kwam op #34 en Hard to handle kwam op #56.